# Jan Smejkal
Jan Smejkal (Lanškroun, Txèquia, 22 de març de 1946), és un jugador d'escacs txec, que té el títol de Gran Mestre des de 1972. Durant els 1970, va formar part de l'elit escaquística mundial.

## Resultats destacats en competició
Fou campió de Txecoslovàquia tres cops, els anys 1973, 1979 i 1986, i va guanyar molts torneigs internacionals, com ara el Memorial Rubinstein de Polanica Zdrój els anys 1970 i 1972, Smederevska Palanka el 1971, Palma el 1972, Novi Sad el 1976, Vršac el 1977, Leipzig el 1977, Dortmund Sparkassen el 1977, Varsòvia el 1979, Trenčianské Teplice el 1979, i Baden-Baden el 1985. A l'Interzonal de Leningrad de 1973 hi fou quart, tot just un lloc per sota de la classificació pel Torneig de Candidats pel Campionat del món.

## Partides notables
- Jan Smejkal vs Vassili Smislov, Hastings 1968, defensa moderna: fianchetto de rei (B06), 1-0, Sacrificant una qualitat per atacar el rei negre.[6]
- Jan Smejkal vs Florin Gheorghiu, Palma 1972, Nimzoíndia (E41), 1-0, Una combinació que usa el tema de l'Excelsior.[7]
- Lev Polugaievski vs Jan Smejkal, Reykjavik (0.25) 1978, anglesa simètrica (A33), 0-1, Dues torres més poderoses que una dama.[8]
- Jan Smejkal vs Predrag Nikolić, Vršac 1981, defensa eslava (D11), 1-0, Torres atacant per la columna-d.[9]